# Île Peuvereau
Pour les articles homonymes, voir Peuvereau.
L'île Peuvereau est située du côté Ouest du lac Mistassini, dans le territoire de Eeyou Istchee Baie-James (municipalité), dans la région administrative du Nord-du-Québec,
dans la province de Québec, au Canada.
La foresterie constitue la principale activité économique du secteur; les activités récréotouristiques en second.
La surface des plans d’eau environnants est habituellement gelée de la mi-novembre à la fin avril, toutefois la circulation sécuritaire sur la glace se fait généralement du début décembre à la fin de mars.

## Géographie
Les bassins versants voisins de l’île Peuvereau sont :
- côté nord: rivière Shipastouk, rivière Rupert, lac Capichinatoune, lac Woollett, lac Comeau, rivière Wabissinane ;
- côté est: baie Radisson, rivière Shipastouk, ruisseau Kamichkwapiskan, lac Mistassini, lac Albanel ;
- côté sud: rivière Rupert, lac Mistassini, rivière De Maurès ;
- côté ouest: rivière Rupert, rivière Natastan, lac Miskittenau.

L’île Peuvereau est ceinturée par :
- côté Est : la baie Radisson laquelle est traversée vers le Sud-Ouest par la rivière Rupert;
- côté Sud et Ouest : la rivière Rupert qui contourne l’île par le Sud en traversant divers plans d’eau interconnectés de façon complexe, puis en remontant vers le Nord jusqu’à la confluence de la rivière Shipastouk et de la partie Sud du lac Capichinatoune. La rivière Rupert délimite l’île Peuvereau (côté Est) et l’Île de l’Est (côté Ouest).
- côté Est et Nord-Est : la rivière Shipastouk.

La rivière Shipastouk constitue un chenal de 28,7 km qui écourte de 13,5 km le cours de la rivière Rupert. La rivière Shipastouk prend sa source sur la rive Nord de la baie Radisson laquelle constitue un appendice de la rive Ouest du lac Mistassini. Cette baie constitue aussi le début du cours de la rivière Rupert, laquelle s’oriente d’abord vers le Sud-Ouest, puis vers le Nord-Ouest en contournant l’île Peuvereau.
L’intérieur de l’île Peuvereau comporte un ensemble de plans d’eau formant une mosaïque complexe selon une morphologie de l’écorce terrestre striée vers le Sud-Ouest.
D’une longueur de 23,0 km (sens Nord-Sud), l’Île Peuvereau a une largeur maximale de 13,1 km. Cette île comporte les caractéristiques suivantes :
- la baie Radisson dont la moitié de sa superficie s’enfonce vers l’Ouest dans l’île Peuvereau ;
- un plan d’eau complexe dont la rive Nord constitue l’île Peuvereau ; ce plan d’eau est traversé par la rivière Rupert et constitue le bassin de déversement de la rivière De Maurès ;
- un archipel du côté Ouest de l’île, traversé vers le Nord par la rivière Rupert.

À partir de la pointe Nord de l’île, le courant de la rivière Rupert coule sur km jusqu’à baie de Rupert, selon les segments suivants:
- 96,9 km en formant d’abord une grande boucle par le Nord, jusqu’au barrage à l’embouchure du lac Bellinger ;
- 122,4 km vers l’Ouest, jusqu’à l’embouchure du lac Mesgouez ;
- 312,9 km vers l’Ouest, jusqu’à la confluence de la rivière Rupert avec la baie de Rupert[1].

## Toponymie
Le toponyme "île Peuvereau" a été officialisé le 5 décembre 1968 par la Commission de toponymie du Québec.